# Обрежа-Веке
Обрежа-Веке (рум. Obreja Veche) — село у Фалештському районі Молдови. Адміністративний центр однойменної комуни, до складу якої також входить село Обрежа-Ноуе.

## Населення
За даними перепису населення 2004 року у селі проживали 2020 осіб.
Національний склад населення села:
| Національність       | Кількість осіб | Відсоток |
| -------------------- | -------------- | -------- |
| молдавани            | 2014           | 99,7%    |
| українці             | 3              | 0,1%     |
| росіяни              | 2              | 0,1%     |
| інша / без відповіді | 1              | < 0,1%   |
| Всього               | 2020           | 100%     |